# Форт Річардсон
Форт Річардсон (англ. Fort Richardson) — одна з військових баз армії США, яка розташована поблизу Анкориджа в штаті Аляска.
Форт Річардсон отримав назву на честь учасника Першої світової війни та інтервенції до Радянської Росії, дослідника й географа Аляски бригадного генерала американської армії В. Річардсона (англ. Wilds Preston Richardson).
З 2010 року створена Об'єднана військова база Ельмендорф-Річардсон, до складу якої увійшов Форт Річардсон. Об'єднана інсталяція була утворена на підставі результатів роботи комісії міністерства оборони США у 2005 році щодо закриття та оптимізації військових баз (англ. Defense Department's 2005 Base Closure and Realignment Commission) по усіх Збройних силах країни.

## Дислокація
Форт Річардсон є основним місцем дислокації 4-ї повітряно-десантної бригади 25-ї піхотної дивізії та інших військових формувань армії США, а також видів збройних сил.

## Галерея

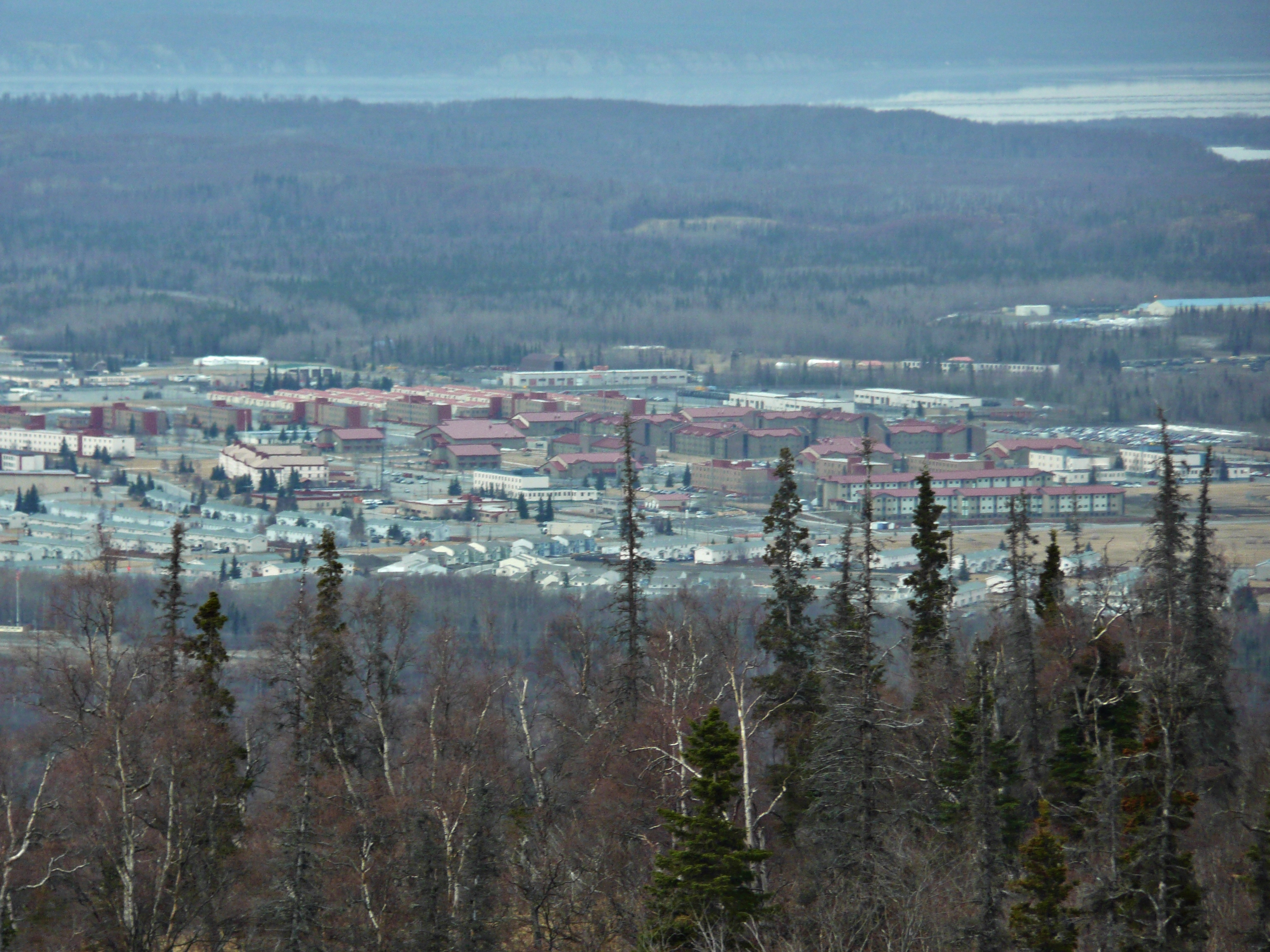
Загальний вигляд на форт Річардсон з Арктичної долини. 2009
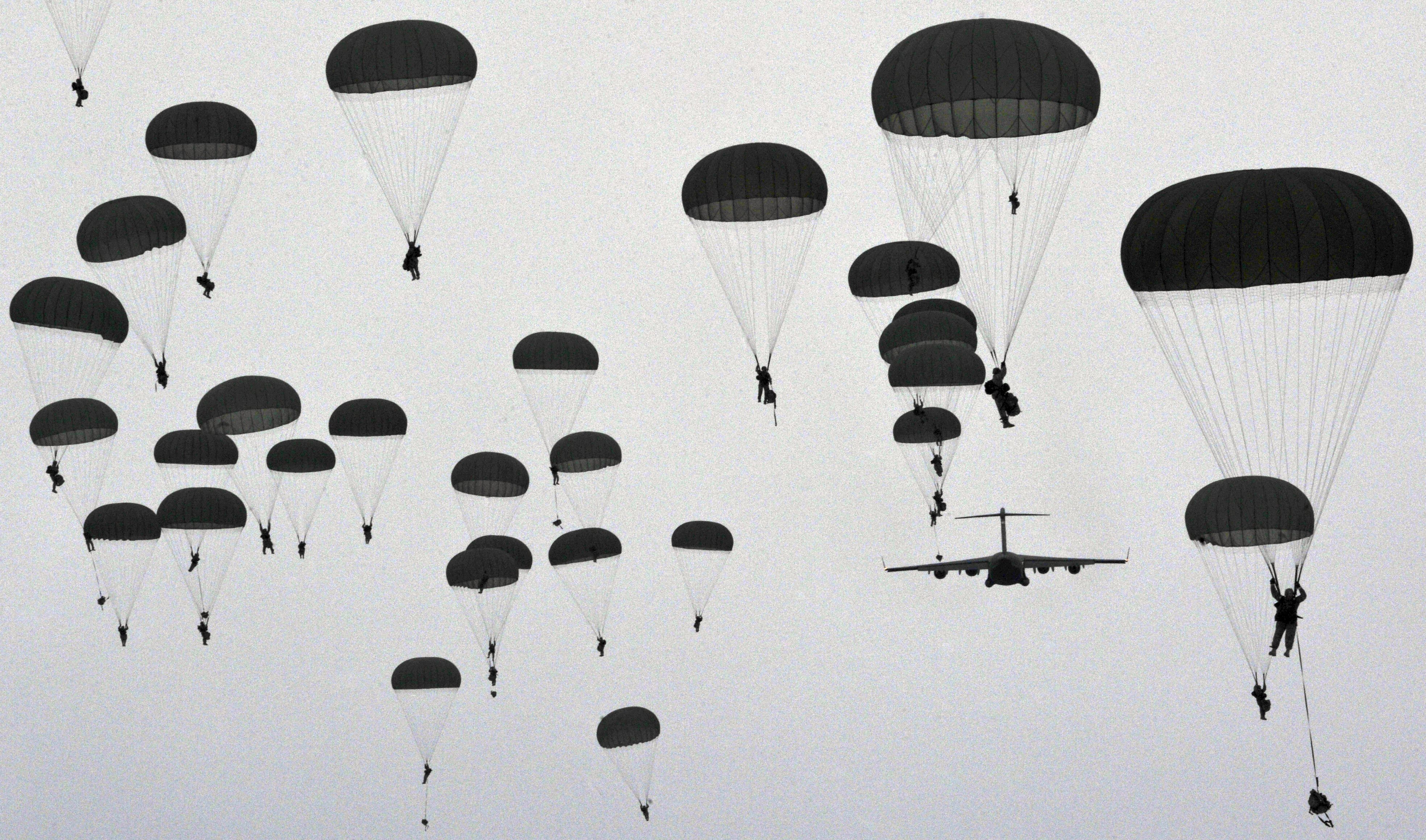
Десантування парашутистів 4-ї бригади на навчаннях. 2012
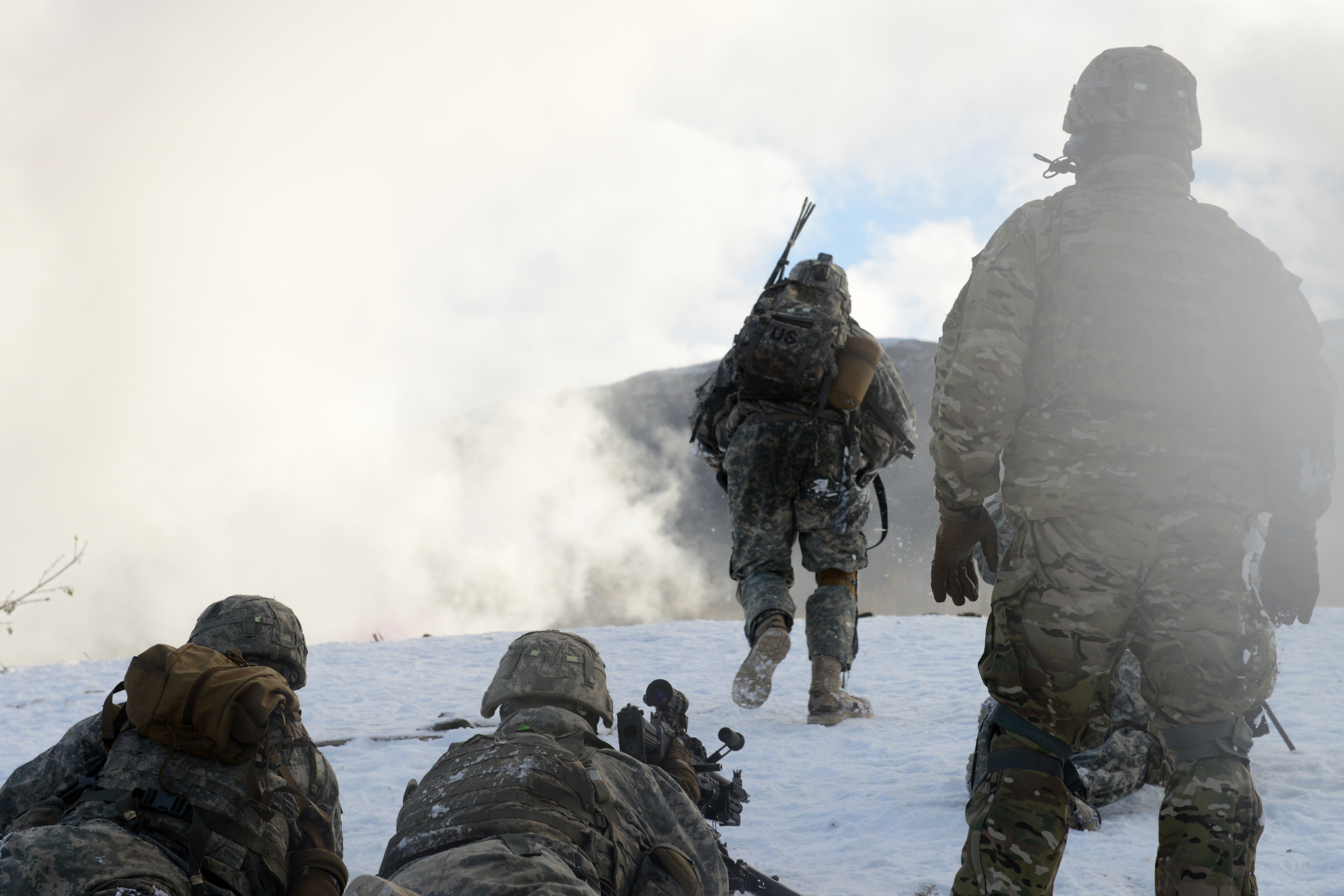
Військові навчання піхотного підрозділу в умовах арктичного холоду. 2016
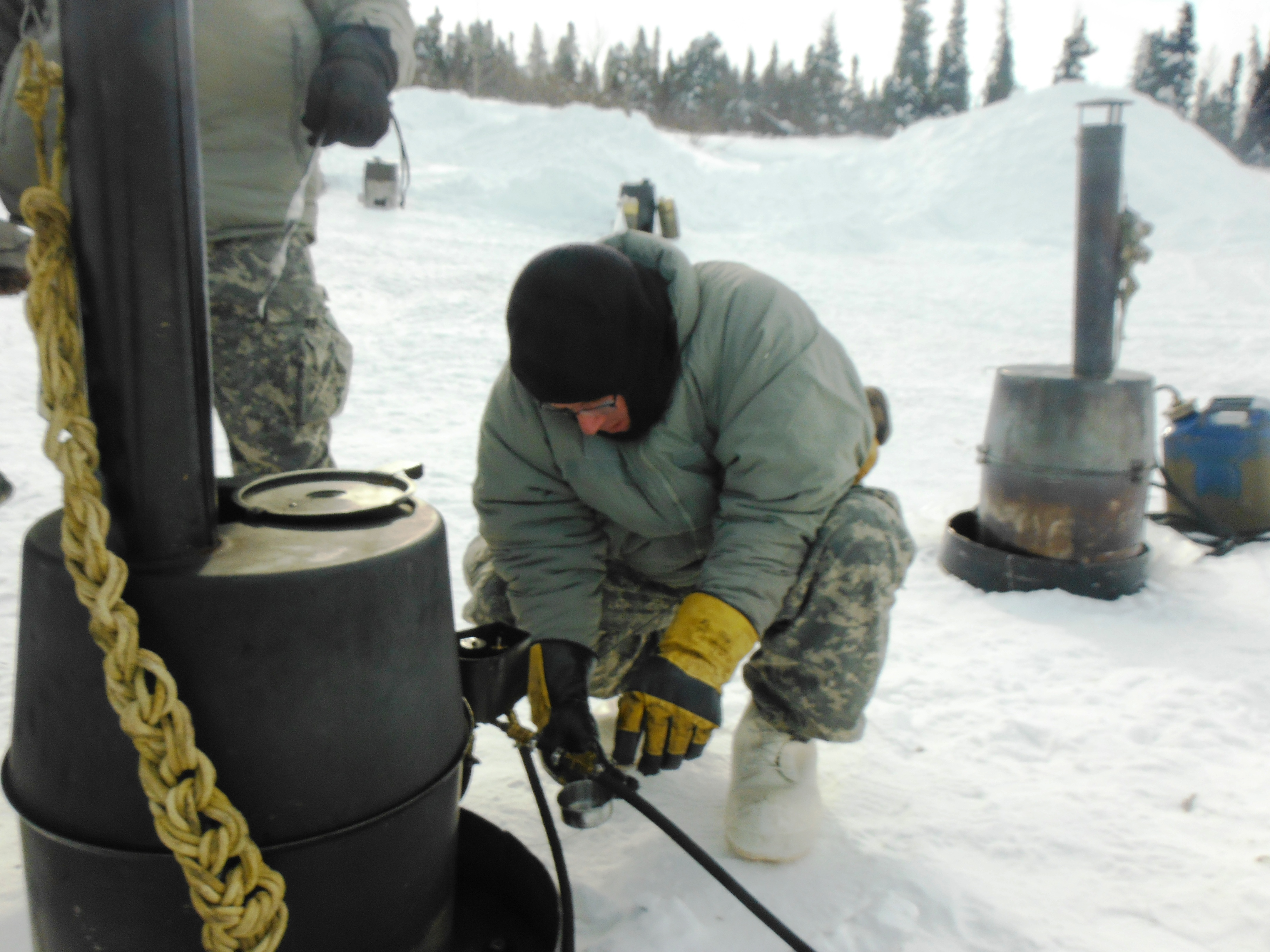
Проведення занять в умовах арктичного холоду на виживання. 2013
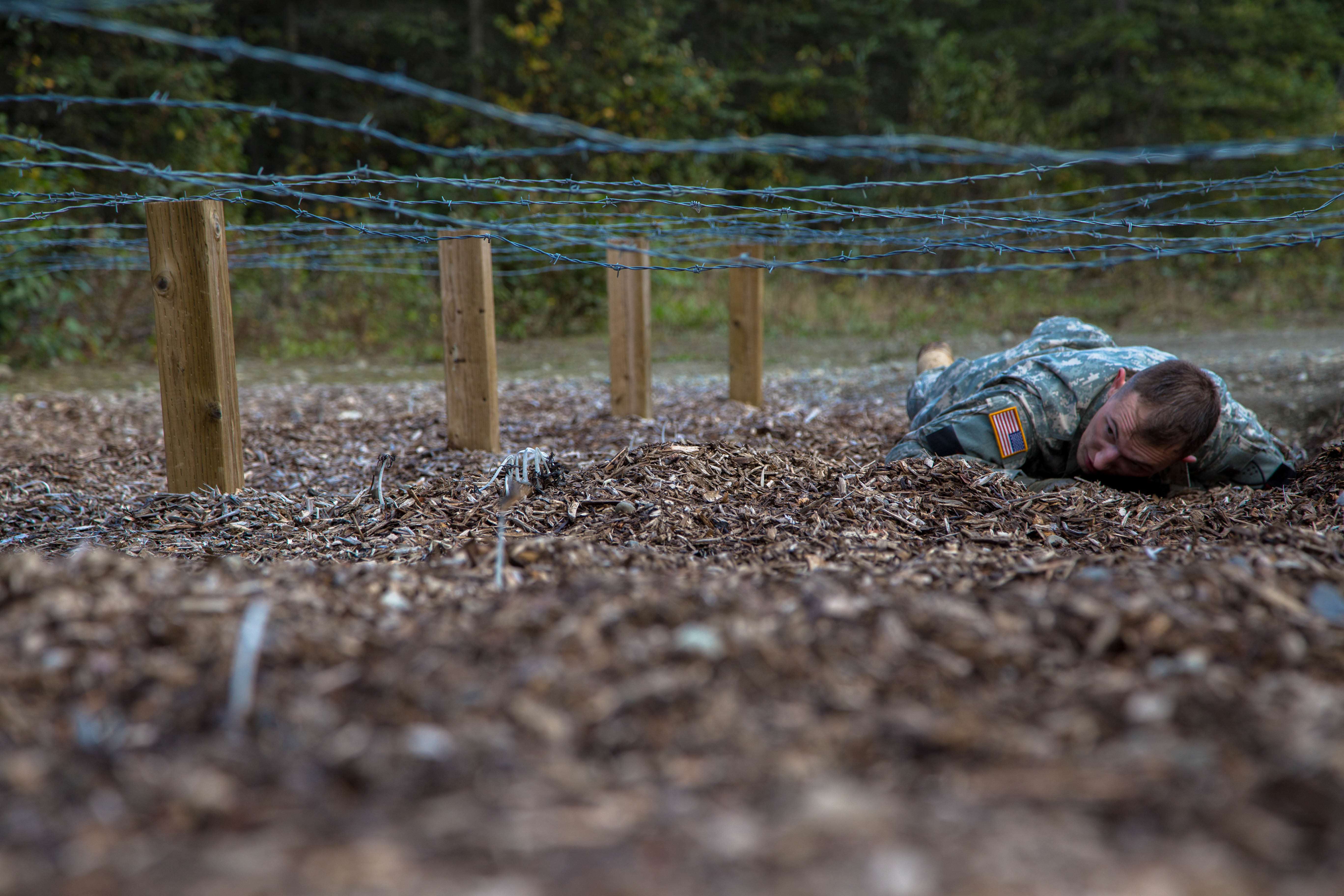
Подолання смуги перешкод на тренувальному центрі. 2016
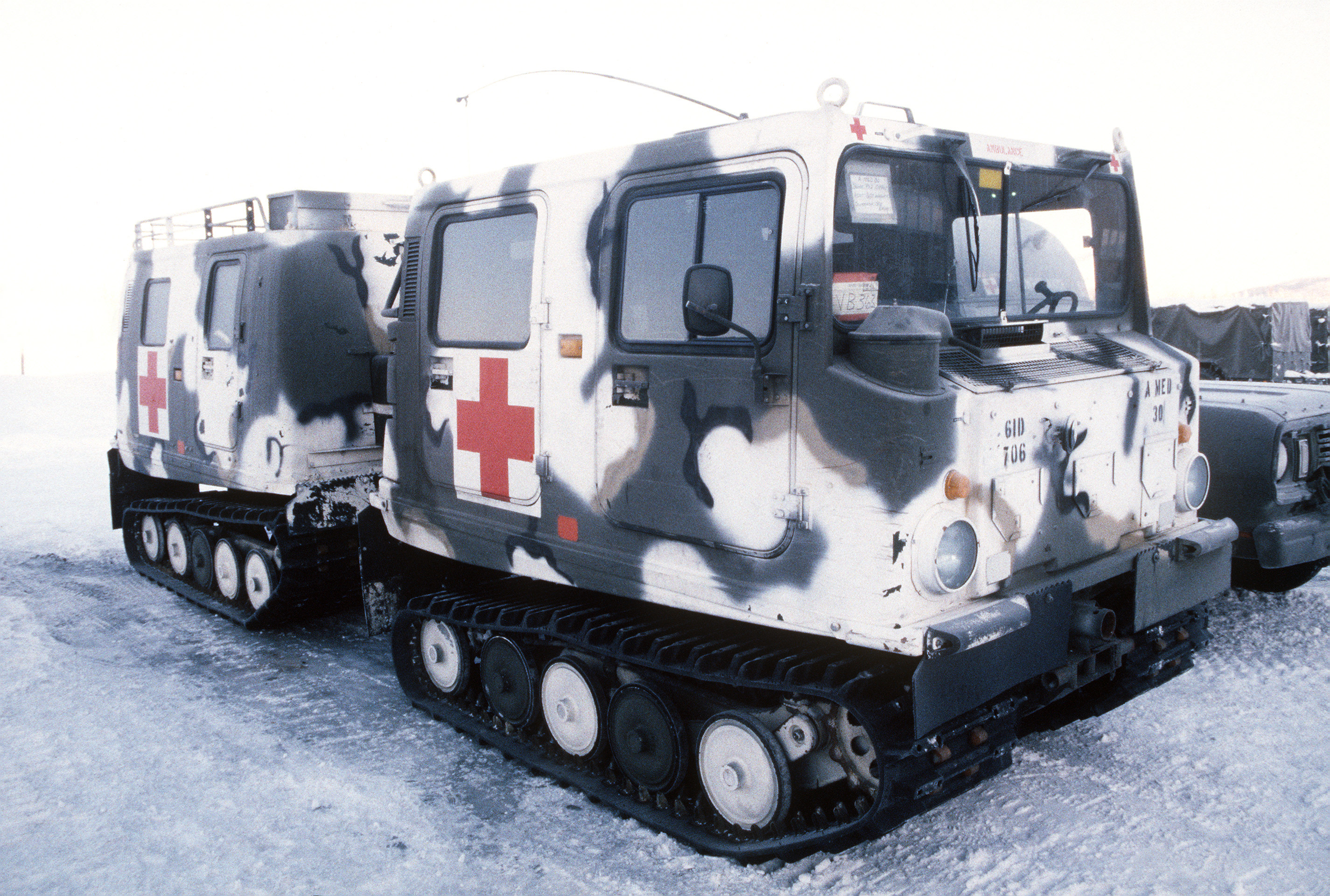
Двосекційний транспортер медичної евакуації Bandvagn 206. 1989
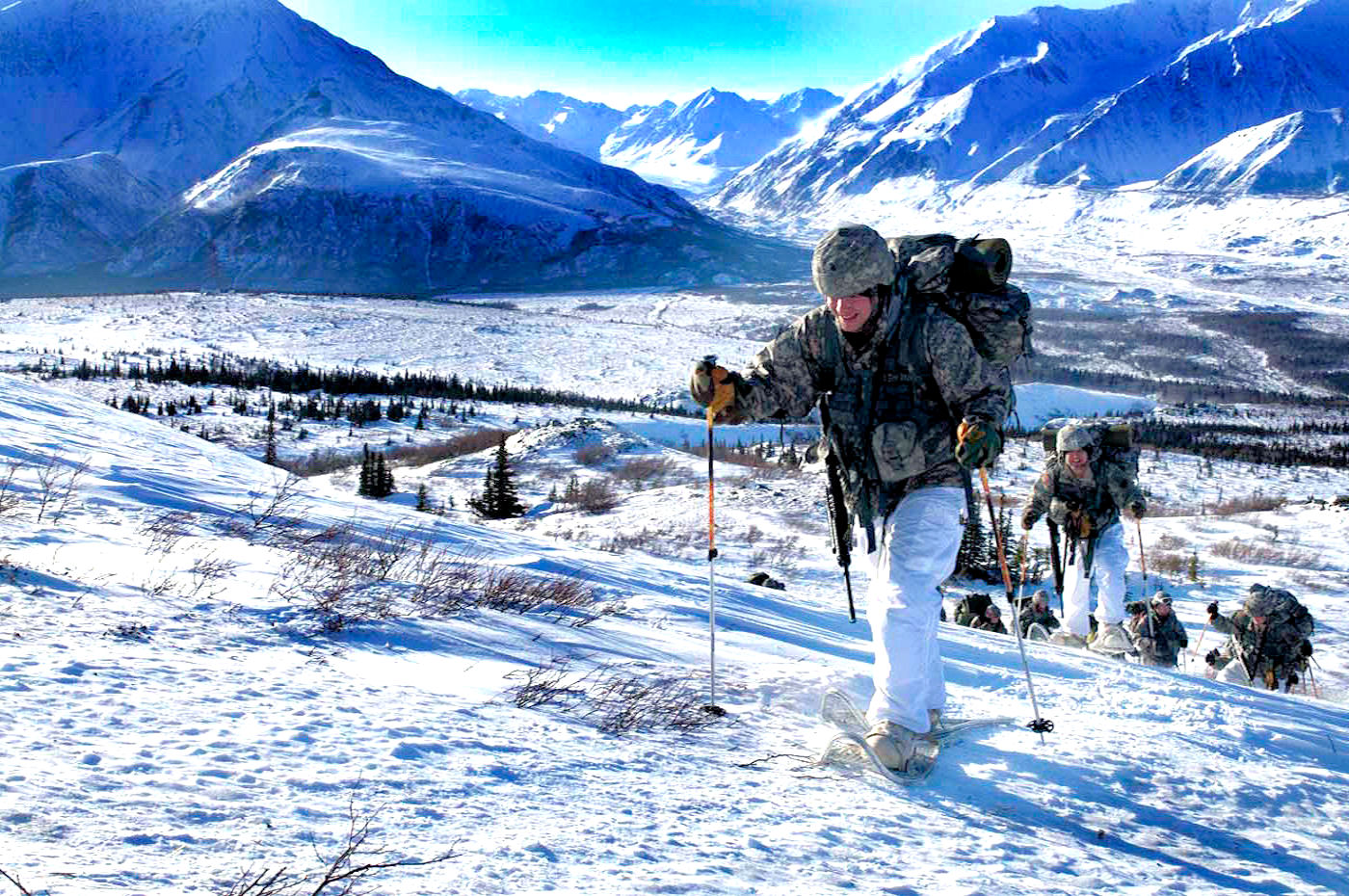
Марш-кидок на снігоступах у форт Річардсоні. 2009
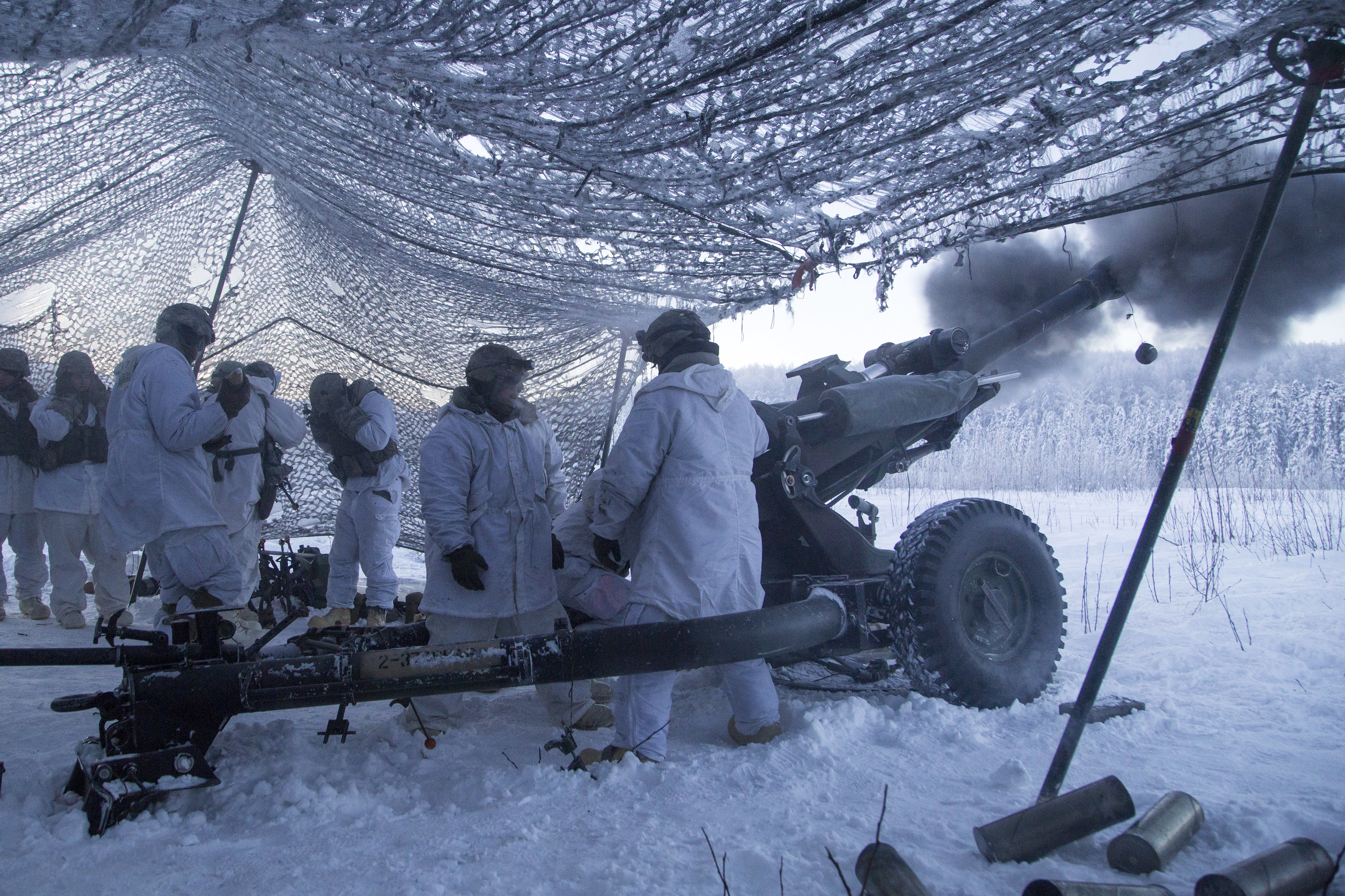
Десантники-артилеристи ведуть вогонь з 105-мм польової гаубиці M119. 2016